# Universe (バンド)
universe（ユニバース）は、2002年に結成された日本のバンドである。所属レコード会社はデフスターレコーズ（ソニー・ミュージックエンタテインメント傘下）、所属事務所はスターダストプロモーション。メンバー全員が作詞・作曲をする。埼玉県・大宮を中心に活動を続けている。
2016年11月5日をもって活動休止中。

## 来歴
- 2002年8月 - 中学の同級生で共にバンドを結成する。
- 2005年4月 - 大宮でストリートライブを始める。
- 2006年1月 - ギターにYUSUKEが加入し現メンバーになる。
- 2009年10月10日 - 「ロッテ×ソニーミュージック『歌のあるガム』プロジェクト CM・メジャーデビューコンテスト NEXT ファイナルライブ'09」にて、約5000組の中から一般投票によりグランプリに輝く。[1]これが、きっかけとなり、ソニー・ミュージックエンタテインメント、スターダストプロモーションと専属契約を結んだ。
- 2010年5月5日 - 1stシングル「ハルイロ」でソニー・ミュージックエンタテインメントのレーベル、デフスターレコーズからメジャーデビュー。
- 2010年8月4日 - 2ndシングル「echoes」発売。この曲はテレビ東京系アニメ「BLEACH」のエンディングテーマになっている。
- 2016年11月5日 - 西川口Heartsで行われたワンマンライブ『universe ONEMAN LIVE「uni音 2016 〜Eternal Flame〜」』をもって一旦活動休止を発表。

## メンバー
KAZUYA（カズヤ）/bass
- 本名：永見 和也（ながみ かずや）
- 1986年5月11日生まれ。A型。新潟県出身・埼玉県川口市在住。
- 活動休止後、2017年2月20日に元「チリヌルヲワカ」の坂本夏樹、元「the Lamps」の田中裕基、元「NMB48」の岸野里香とともに、ロックバンド「Over The Top」を結成し、6月にDREAMUSICよりメジャーデビューするも、岸野の結婚引退で2018年1月解散。なお「Over The Top」では本名で活動していた。

KEIICHI（ケイイチ）/drums
- 1986年6月6日生まれ。A型。埼玉県出身・川口市在住。双子の兄。

haru（ハル）/vocal
- 1986年12月15日生まれ。O型。埼玉県出身・川口市在住。

HIDE（ヒデ）/guitar
- 1986年12月29日生まれ。O型。埼玉県出身・川口市在住。
- universeのリーダーである。

YUSUKE（ユウスケ）/guitar
- 1986年6月6日生まれ。A型。埼玉県出身・川口市在住。双子の弟。

## ディスコグラフィー

### シングル
1. time out（2007年11月6日発売）
  1. time out
  2. 5:17
  3. Jet sting-ray
2. ココロネ（2009年4月15日発売） ※ライブ会場にて限定発売
  1. ココロネ
  2. Rock the feaveR
3. May I…?（2009年7月22日発売） ※ライブ会場にて限定発売
  1. May I…?
  2. Bright Surround

### アルバム
1. five pieces（2009年12月2日） ※大宮アルシェ内NACK5TOWN/ライブ会場限定発売
  1. blue
  2. UNDER DRAIN
  3. 恋の時計
  4. コトバノカケラ
  5. 夢enough(えのぐ)

### シングル
|     | リリース       | タイトル             | 規格   | 規格品番  |
| --- | -------------- | -------------------- | ------ | --------- |
| 1st | 2010年5月5日   | ハルイロ             | 12cmCD | DFCL-1630 |
| 2nd | 2010年8月4日   | echoes               | 12cmCD | DFCL-1630 |
| 3rd | 2012年10月10日 | BINETSU              |        |           |
| 4th | 2012年11月14日 | Misty days           |        |           |
| 5th | 2013年8月21日  | GLORIOUS ARROW/Carry |        |           |
| 6th | 2014年5月6日   | 虹星                 |        |           |

### アルバム
|     | リリース      | タイトル     |
| --- | ------------- | ------------ |
| 1st | 2013年8月21日 | COSMO MUSEUM |

### ミニアルバム
Reload（2011年10月26日） 

1. MAGIC 

2. starlet  

3. オルゴール  

4. エニシダ  

5. Harmonic Paradise 

6. Always 

Garage Days（2012年12月19日）

1. 季節越しの手紙

2.  残響シーナリー

3.  MUSICIAN

4.  夕立ちに滲む花

5.  (愛)

6.  Garage days

around the clock（2014年9月17日）

1. around the clock

2. clock

3. Blue Moon

4. Radness And Pleasantness

5. Ms.

6. UROBOROS

7. Eternal Flame

### コンセプトアルバム
REverse 1（2015年4月15日）

1. clock

2. 砂塵の花

3. 二つ折りの笑顔

4. Secret Door

5. Vertigo

### 配信限定シングル
二つ折りの笑顔（2009年4月6日）

Graduation（2013年3月27日）

### 映像作品
around the would（2015年4月15日）